# Jan Matuszyński
Jan Matuszyński (ur. 14 grudnia 1808 w Warszawie, zm. 20 kwietnia 1842 w Paryżu) – polski lekarz, kolega szkolny i jeden z bliskich przyjaciół Fryderyka Chopina.
Urodził się w warszawskiej rodzinie lekarskiej wyznania ewangelickiego. Ojcem był Leopold (1768–1831), długoletni dyrektor Szpitala Ewangelickiego w Warszawie, matką Ludwika z Mahlenbergów. Po maturze w Liceum Warszawskiem Jan zaczął studia na wydziale lekarskim UW, ale musiał je przerwać w związku z wybuchem powstania listopadowego. W czasie powstania pełnił obowiązki lekarza batalionowego w 5. pułku Strzelców Konnych. Za męstwo i ofiarność otrzymał Złoty Krzyż Virtuti Militari.
Po upadku powstania Matuszyński udał się do Tybingi, gdzie ukończył w 1834 roku studia medyczne, po czym przeniósł się do Paryża i zamieszkał z Chopinem. Łączyły ich nie tylko wspomnienia z wczesnej młodości w Warszawie, ale także umiłowanie muzyki: Jan grał świetnie na flecie i przyjaciele urządzali wieczory muzyczne, grając w duecie lub muzykując z kolejnym kolegą szkolnym, Julianem Fontaną, także osiadłym w Paryżu. Rodzice Chopina byli zachwyceni tym, że samotny syn mieszka razem z oddanym i serdecznym przyjacielem i często pytali o „Jasia” w korespondencji z Fryderykiem.
Jednym z zadań Jana miała być opieka nad słabym zdrowiem kompozytora, lecz Matuszyński zachorował na gruźlicę i zmarł w Paryżu w wieku 33 lat, siedem lat przed Fryderykiem. Został pochowany w Paryżu na Cmentarzu Montmartre.
Młodszym bratem Jana był Leopold Matuszyński, śpiewak i reżyser operowy.